# Sistema equatorial de coordenadas
Sistema equatorial de coordenadas é um sistema de coordenadas celestes que tem como plano fundamental o equador celeste, sendo amplamente usado para mapear corpos celestes. Possui duas variantes, o Sistema Equatorial Local, que depende do observador e tem como coordenadas a declinação e o ângulo horário e o Sistema Equatorial Universal, tendo como coordenadas a declinação e a ascensão reta.

## Uso em astronomia

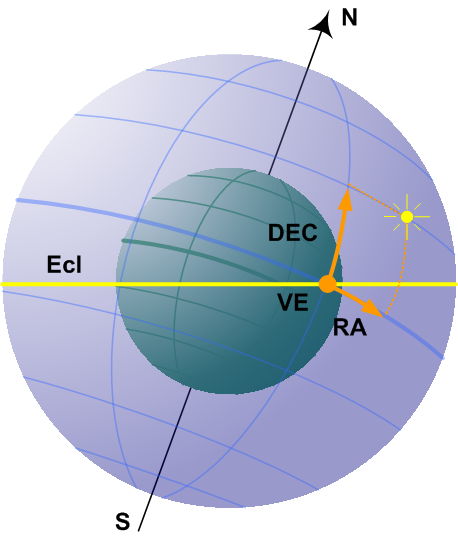
Sistema horizontal de coordenadas. DEC -Declinação, RA -Ascensão recta, VE - Ponto vernal, Ecl - Eclíptica.

O sistema equatorial universal de coordenadas é muito usado em Astronomia já que é capaz de indicar a posição de astros suficientemente distantes da Terra de forma igual para todos os observadores na Terra, isto é, as coordenadas equatoriais (declinação e ascensão reta) de um dado astro celeste são idênticas para qualquer observador na superfície da Terra. Além disso as coordenadas equatoriais são aproximadamente constantes para intervalos de tempo da ordem de décadas ou mesmo séculos (porém sofrem pequenas variações devidas aos movimentos de nutação e precessão e ao movimento próprio dos astros). Outros sistemas de coordenadas celestes, como o sistema horizontal de coordenadas não apresentam estas características, dependendo fortemente da posição e do tempo.
Telescópios com montagens equatoriais usam do sistema equatorial local, já que em um dos eixos se realiza o movimento em ângulo horário e no outro o movimento em declinação.

## Sistema equatorial local
O Sistema equatorial local, como o próprio nome diz, é local, ou seja, depende da posição do observador na superfície da Terra. Suas duas coordenadas são a declinação, que é independente da posição do observador, e o ângulo horário que varia segundo a longitude e o horário da observação. Pode ser diretamente relacionado com o sistema equatorial universal, já que a declinação é a mesma nos dois sistemas e existe uma relação simples entre o ângulo horário, a ascensão reta e o tempo sideral.

## Sistema equatorial universal
O Sistema equatorial universal não depende da localização geográfica e do instante da observação, pois suas duas coordenadas (declinação e ascensão reta) são medidas com relação à esfera celeste. Isto faz dele um poderoso sistema de coordenadas, pois é capaz de mapear toda a esfera celeste de forma constante (assim como as coordenadas geográficas o fazem com a superfície da Terra).
Pequenas variações são notadas devido aos movimentos de precessão (onde o eixo terrestre gira ao redor da perpendicular à eclíptica como um pião solto no chão, modificando a posição dos polos celestes e do ponto vernal), nutação (onde o eixo terrestre realiza pequenos movimentos de curto período) e ao movimento próprio dos astros. Outras variações podem ocorrer devido aos efeitos da refração atmosférica (obviamente irrelevante para telescópios espaciais, como o Hubble) e da paralaxe entretanto esta é mais notável nos corpos relativamente próximos à Terra, como os planetas.

## Declinação
O ângulo medido em graus entre o equador celeste e o astro em questão é chamado declinação (usualmente representado por DEC ou δ). É convencionado que objetos no hemisfério celestial norte tem declinação positiva e objetos no hemisfério celestial sul, negativas. Pode ir de +90º(correspondente ao polo norte celeste) a -90º(correspondente ao polo sul celeste). Realizando uma comparação entre o sistema equatorial e o sistema de coordenadas geográficas, a declinação é análoga à latitude.

## Ascensão reta
O ângulo, usualmente medido em horas, minutos e segundos, entre o astro e a localização do centro do Sol no equinócio de Março (também conhecido como ponto vernal) é chamado ascensão reta (representado como AR, RA - do inglês Right Ascension - ou pela letra grega α), tradicionalmente. Atualmente, a ascensão reta é medida a partir do quasar 3C 273B através do catálogo FK5. O ângulo é medido de forma que a ascensão reta do Sol cresça durante o ano, ou seja, no sentido anti-horário quando visto do polo norte celeste. Vai de 0h a 24h (lembrando que 1h=15º), embora também possa ser medida em graus. Comparando com as coordenadas geográficas, a ascensão reta é análoga à longitude.

## Ângulo horário
O ângulo horário é o ângulo, geralmente medido em horas, entre o meridiano local de determinado observador e o meridiano de determinado astro, contado no sentido horário (vendo do polo norte celeste). Uma vez que o tempo sideral é, por definição, o ângulo horário do ponto vernal é fácil converter o ângulo horário de um astro para sua ascensão reta, sabendo o tempo sideral:
{\displaystyle TSL_{*}=AH_{*}+\alpha _{*}}
Onde {\displaystyle AH_{*}} é o ângulo horário do astro, {\displaystyle TSL_{*}} é o tempo sideral local e {\displaystyle \alpha _{*}} é a ascensão reta do astro. Atente ao fato de que o tempo sideral é diferente do tempo solar.